# Ніл Штраус
Ніл Штраус  (англ. Neil Strauss, також відомий під псевдонімами Chris Powles і Style, нар. 13 жовтня 1973)  – американський письменник, журналіст і блогер. Багатьом відомий як автор книги «Гра: проникнення в таємне товариство художників-пікаперів» - науково-популярного видання, у якому він пише про власну подорож до спільноти спокусників та становлення як гуру спокушання. Є одним з авторів журналів «New York Times» і «Rolling Stone».

## Біографія
Після закінчення приватної школи в Чикаго, Штраусс навчався в коледжі Вассар (приватний університет в місті Поукіпзі, штат Нью-Йорк, США). 
Першим кар’єрним кроком Ніла стала робота в авангардному журналі «Ear». Дещо пізніше Штраус влаштувався до журналу «Village Voice», де працював на посаді асистента редактора, а також спеціаліста з перевірки фактів. Після цього був запрошений Джоном Парельсом (Jon Pareles) на посаду музичного критика до «The New York Times», де мав вести дописи щодо поп-культури. Пізніше працював помічником редактора в «Rolling Stone», з яким пов’язано його перші значні здобутки. Штраус був удостоєний премії ASCAP Deems Taylor Award за статтю про самогубство Курта Кобейна та публікацію про Еріка Клептона в «The New York Times». Крім того, він знявся у відеоролику «Beck» до пісні «Sexx Laws».

### Авторська діяльність
4 березня 2009 року Штраус разом із рок-біографом Ентоні Боззою заснували власну видавничу компанію «Igniter». Першою книгою стала «The Man Behind the Nose», опублікована в 2010 році. В 2012 році було видано «Satan Is Real: The Ballad of the Louvin Brothers». 
Ніл Штраус є одним з авторів ряду бестселерів про відомих знаменитостей, зокрема Мерилін Менсон, Дженну Джеймсон, Дейва Наварро, а також групу «Mötley Crüe» та її засновників.
У вересні 2005 року вийшла його книга «The Game: Penetrating the Secret Society of Pickup Artists», котра стала лідером книжкових чартів, та посіла перше місце в ТОПі Amazon в США.
Інші популярні публікації:
2009 р. - «Emergency: This Book Will Save Your Life» (книга увійшла до списку бестселерів «The New York Times»);
15 березня 2011 р. - «Everyone Loves You When You're Dead: Journeys Into Fame and Madness»;
13 жовтня 2015 р. - «The Truth: An Uncomfortable Book About Relationships»/ Гірка правда про стосунки (Наш Формат, 2019);
Червень 2017 р. - «I Can't Make This Up: Life Lessons».

## Цікаві факти
У 2010 році Штраус отримав нагороду Джеймса Джойса від Літературно-історичного товариства Університетського коледжу Дубліна. 
Був відзначений Волонтерською службою президента. І брав участь у зйомках кліпу гурту «30 Seconds To Mars» на композицію «Up in the air».

## Переклад українською
- Ніл Штраус. Гірка правда про стосунки / пер. Ірина Павленко. — К.: Наш Формат, 2018. — 408 c. — ISBN 978-617-7388-70-7.